# Lalaine
Lalaine Ann Vergara-Paras (Burbank (Californië), 3 juni 1987), artiestennaam Lalaine, is een Amerikaans actrice en zangeres.
Nadat ze in 1999 in de televisiefilms Border Line en Annie te zien was, brak ze in 2001 door toen ze de rol van Miranda Sanchez in de Disney Channel-serie Lizzie McGuire kreeg. Hierin speelde ze tot en met 2004 de beste vriendin van Hilary Duff.
Nadat in 2003 de Disney Channel Original Movie You Wish! werd uitgebracht, bracht ze haar eerste album, Lalaine: Inside Story, uit. Hiervoor schreef ze voor de meeste liedjes ook zelf de nummers.
In 2004 werd ze de presentator van de reisserie Flipside. Ze is te zien in de spin-offserie van Lizzie McGuire, What's Stevie Thinking? en in de film Royal Kill. Ook heeft ze in het 7de seizoen van Buffy the Vampire Slayer gespeeld als de "Potentiële Slayer" Chloe.
Lalaine is bevriend met Ricky Ullman en Brenda Song.

## Filmografie en televisie
- Borderline (1999), tv-film
- Annie (1999), tv-film
- Lizzie McGuire (2001–2004)
- You Wish! (2003), tv-film
- Buffy the Vampire Slayer (2003)
- Promised Land (2004)
- Debating Robert Lee (2004)
- Her Best Move (2007)
- Royal Kill (2009)
- Easy A (2010)
- One Night Alone (2018)

## Discografie
- Inside Story (2003)

- Bibliothèque nationale de France: cb14583323f (data)
- International Standard Name Identifier: 0000 0001 1466 1844
- Library of Congress Control Number: n2005040926
- MusicBrainz: 5dea3740-7668-4af1-9162-dcab6da5d85c
- Virtual International Authority File: 2716499
- WorldCat: E39PBJqfFHjFWxfpBQRtFYM3wC